# 일념삼천
일념삼천(一念三千)은 천태종(天台宗)의 중요한 교의 중 하니이다. 범부(凡夫)가 실제로 갖는 미망(迷妄)의 일념 속에 우주의 모든 사상(事象)이 갖춰져 있음을 말한다.
3천이란 우주의 제상(諸相) 전부를 수(數)로 나타낸 것이다. 지옥 · 아귀 · 축생 · 아수라 · 인간 · 천신 · 성문 · 연각 · 보살 · 부처의 십법계(十法界)의 경계 각각이 다시 십법계(十法界)를 갖추고 있기 때문에 백계(百界)가 된다. 또 이들 백계(百界)의 각각이 《법화경》에서 설법하는 십여(十如)를 갖추고 있기 때문에 천여(千如)가 된다. 천여(千如)를 중생(衆生) · 국토(國土) · 오음(五陰)의 삼세간(三世間)에 배치하면 삼천세간(三千世間)이 된다. 일념삼천은 수행을 통하여 모든 사물의 진실한 모습, 즉 진여(眞如)를 깨달은 것을 의미한다.

## 같이 보기
- 중도
- 연기
- 진여
- 삼계
- 법계

## 참고 문헌
- 이 문서에는 다음커뮤니케이션(현 카카오)에서 GFDL 또는 CC-SA 라이선스로 배포한 글로벌 세계대백과사전의 "세계 사상 > 사상 용어 > 동양사상 관계 > 불교 관계 > 일념삼천" 항목을 기초로 작성된 글이 포함되어 있습니다.